# Looney Tunes: Kto dogoni Królika
Looney Tunes: Kto dogoni Królika? (ang. Looney Tunes: Rabbits Run) – amerykański film animowany z 2015 roku w reżyserii Jeffa Siergeya. Wyprodukowany przez wytwórnię Warner Bros. Animation. Film bazowany na podstawie serialu animowanego The Looney Tunes Show.
Film został wydany w Stanach Zjednoczonych 7 lipca 2015 przez Vudu i Walmart, a miesiąc później 4 sierpnia przez Warner Home Video. W Polsce film został wydany na DVD 11 września 2015 przez Galapagos Films.

## Fabuła
Sprzedawczyni perfum, Króliczka Lola, dostaje w prezencie magiczny kwiat, który sprawia, że wszystko staje się niewidzialne. W nadziei na wielki sukces wraz z Królikiem Bugsem i Kaczorem Daffym wybiera się na szaloną wyprawę do Paryża we Francji. W pościg za Lolą i jej przyjaciółmi wyruszają pozostali bohaterowie Zwariowanych melodii, m.in. Kurak Leghorn, Yosemite Sam i Marsjanin Marvin.

## Obsada
- Fred Armisen – Speedy Gonzales[4]
- Bob Bergen – Prosiak Porky
- Jeff Bergman –
  - Królik Bugs,
  - Kaczor Daffy,
  - Kurak Leghorn[4],
  - Skunks Pepé Le Swąd
- Jess Harnell –
  - Gofer Tosh,
  - Pete Puma
- Damon Jones – Marsjanin Marvin
- Maurice LaMarche – Yosemite Sam[4]
- Rob Paulsen – Gofer Mac
- Rachel Ramras – Króliczka Lola
- Jim Rash – Żółw Cecil
- Michael Serrato – Giovanni Jones
- Billy West – Elmer Fudd